# Burg Štramberk

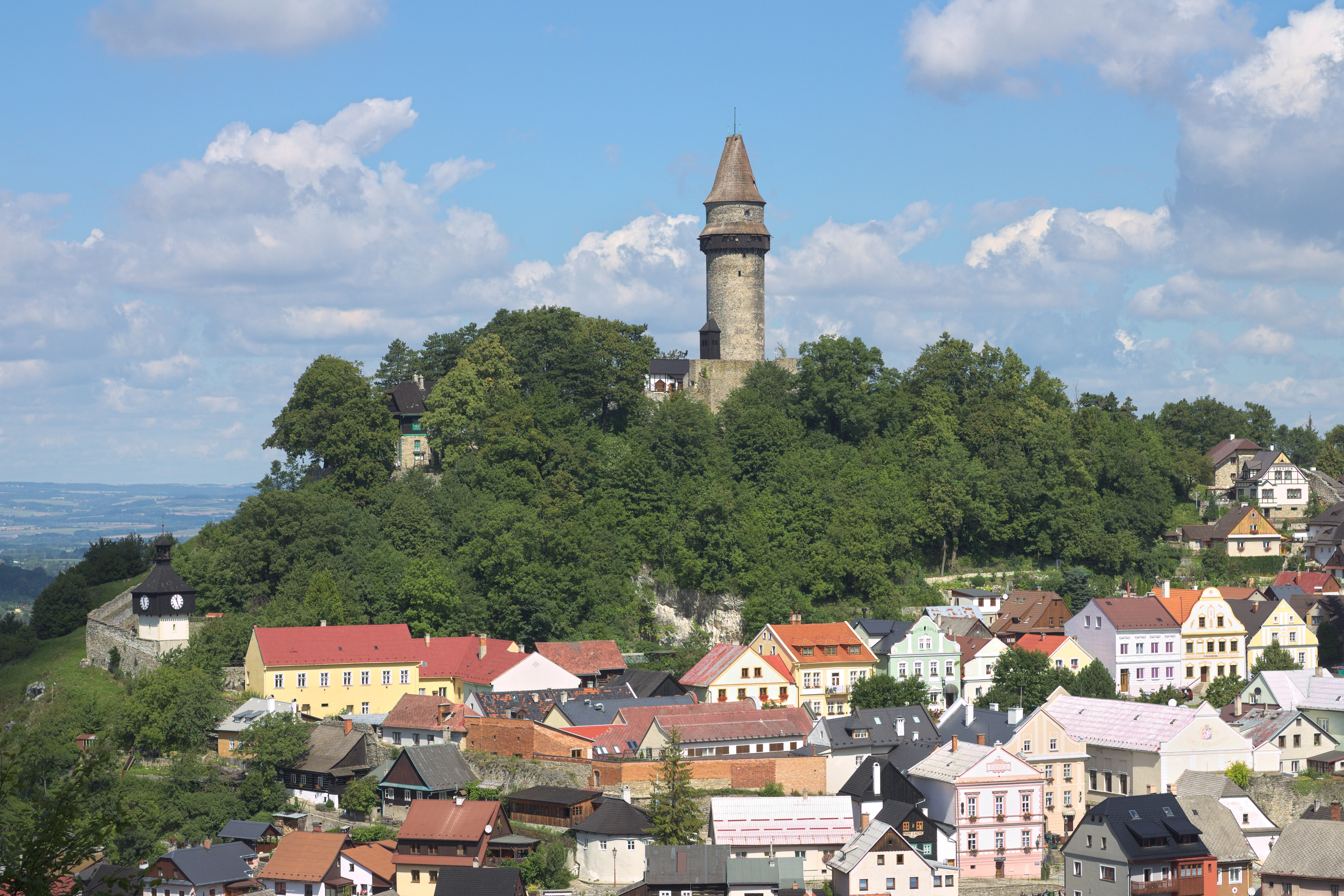
Burg Štramberk (August 2016)

Die Burg Štramberk (Strahlenberg) liegt in Štramberk im Okres Nový Jičín in Tschechien.
Die Burg, deren runder Turm Trůba über dem Städtchen Štramberk dominiert, wurde erstmals 1359 erwähnt. Erbaut wurde sie vom mährischen Markgrafen Johann Heinrich, Bruder des Kaisers Karl IV. In der zweiten Hälfte des 16. Jahrhunderts wurde die Burg verlassen. 1783 zerfiel die Front der Burg und in der Folgezeit wurden die Steine der Burg als Baumaterial verwendet.